# Grupo euclidiano
Grupo euclidiano é o grupo de simetrias de um espaço afim euclidiano. 
As simetrias do espaço euclidiano  (i.e., as transformações geométricas que preservam as medidas das distâncias e dos ângulos entre vetores) são as translações, rotações e reflexões.